# New Orleans Lower Coast Railroad
Die New Orleans Lower Coast Railroad (AAR-reporting mark: NOLR) war eine Bahngesellschaft im US-Bundesstaat Louisiana, die eine 39 km lange Bahnstrecke südlich von New Orleans besaß und im Güterverkehr bediente. Das Unternehmen des RailTex-Konzerns hatte die Strecke 1991 von der Union Pacific Railroad übernommen. 1999 wurde die Infrastruktur an die New Orleans & Gulf Coast Railway verkauft und der eigene Betrieb aufgegeben. 

## Geschichte
Vom östlich der Altstadt New Orleans auf der gegenüberliegenden Seite des Mississippi Rivers gelegenen Viertel Algiers wurde ab 1889 durch die New Orleans, Fort Jackson & Grand Isle Railroad eine regelspurige Bahnstrecke südwärts in das Mündungsdelta des Flusses errichtet. 1891 erreichte die überwiegend am Westufer des Mississippi River geführte Strecke mit dem 95 Streckenkilometer von Algiers entfernten Buras ihren Endpunkt. Der ursprüngliche geplante Bau einer Zweigstrecke von Myrtle Grove nach Grand Isle unterblieb. Nach finanziellen Schwierigkeiten wurde die Strecke 1911 an die New Orleans, Southern & Grand Isle Railway übergeben, die 1916 wiederum durch die New Orleans & Lower Coast Railroad (NO&LC) erworben wurde. Ab 1926 war die NO&LC ein Tochterunternehmen der Missouri Pacific Railroad und eng in deren Organisation integriert, rechtlich aber weiterhin eine selbständige Gesellschaft.
Der Schienenpersonenverkehr wurde bereits 1930 auf gemischte Züge umgestellt und noch in der ersten Hälfte des 20. Jahrhunderts ganz aufgegeben. Der Güterverkehr konzentrierte sich auf das nördliche Viertel der Strecke. 1978 beendete die Missouri Pacific die Selbständigkeit der NO&LC und wurde vier Jahre später selbst durch die Union Pacific Corporation übernommen. Die Union Pacific Railroad (UP) begann in den 1980er-Jahren, schwächer genutzte Strecken an andere Betreiber abzugeben. Mit der 1977 gegründeten RailTex-Gruppe fand die UP 1990 einen Interessenten für die vormalige NO&LC-Strecke vom Güterbahnhof Gouldsboro Yard in Gretna, unmittelbar südlich von Algiers, bis Myrtle Grove. Der südlich davon gelegene Abschnitt war bereits unter UP-Regie nicht mehr genutzt und daher stillgelegt worden.
RailTex gründete die New Orleans Lower Coast Railroad (NOLR) als Betreibergesellschaft, deren Name in Anlehnung an die frühere NO&LC gewählt wurde. Am 16. März 1991 war der erste Arbeitstag der NOLR-Mitarbeiter, am folgenden Tag fuhr der erste Zug unter Regie des neuen Betreibers.
Am 31. März 1999 gab Railtex bekannt, die Infrastruktur der NOLR für etwa 5,2 Millionen Dollar an die dazu gegründete New Orleans & Gulf Coast Railway Company (NOGC) der Holding Rio Grande Pacific Corporation zu verkaufen. Die NOGC übernahm den Bahnbetrieb der NOLR daraufhin am 24. April 1999.

## Infrastruktur
Die eingleisige, nicht elektrifizierte Bahnstrecke der NOLR zweigte im Güterbahnhof Gouldsboro Yard in Gretna von der Union Pacific-Strecke Algiers–Westwego ab und führte 39 km nach Süden. Ab Belle Chasse folgte die Strecke dabei dem Mississippi River und Louisiana Highway 23. Durch die meist straßenparallele Lage besaß die Strecke 245 Bahnübergänge; je Kilometer bzw. Meile mehr als jede andere Bahnstrecke der USA.

## Verkehr
Hauptfrachtgut der NOLR waren Mineralölprodukte der in Belle Chasse gelegenen Chevron-Raffinerie und der Alliance-Raffinerie. Signifikante Bedeutung hatten ferner Getreidetransporte zum Hafen in Myrtle Grove. Anfang der 1990er-Jahre lag das Verkehrsaufkommen bei gut 4000 Wagen pro Jahr. In der zweiten Hälfte der 1990er-Jahre beförderte die NOLR jährlich etwa 10.000 Güterwagen.

## Fahrzeuge
Bei Betriebsaufnahme standen der NOLR zwei Diesellokomotiven des Typs EMD GP10 zur Verfügung, die Mitte der 1990er-Jahre gegen je eine Maschine des Typs EMD GP7 und EMD SW9 getauscht wurden.